# Agranolamia poensis
Agranolamia poensis är en skalbaggsart som beskrevs av Báguena 1952. Agranolamia poensis ingår i släktet Agranolamia och familjen långhorningar. Inga underarter finns listade i Catalogue of Life.